# Sunnyslope (California)
Sunnyslope fue un lugar designado por el censo ubicado en el condado de Riverside en el estado estadounidense de California. En el año 2000 tenía una población de 4.437 habitantes y una densidad poblacional de 1,232.5 personas por km². El 1 de julio de 2011 se incorporó con otros lugares designados por el censo para formar la ciudad de Jurupa Valley.

## Geografía
Sunnyslope se encuentra ubicado en las coordenadas 34°1′14″N 117°25′24″O / 34.02056, -117.42333. Según la Oficina del Censo, la ciudad tiene un área total de 3,6 km² (1,4 mi²), de la cual 3,6 km² (1,4 mi²) es tierra y 0 km² (0 mi²) 0.00% es agua.

## Demografía
Los ingresos medios por hogar en la localidad eran de $50,208, y los ingresos medios por familia eran $48,036. Los hombres tenían unos ingresos medios de $35,875 frente a los $26,250 para las mujeres. La renta per cápita para la localidad era de $14,055. Alrededor del 18.7% de la población estaban por debajo del umbral de pobreza.